# Cinébulletin
Cinébulletin ist die Zeitschrift der Schweizer Filmbranche. Sie wurde 1975 gegründet und wird von rund dreissig in einem Trägerverein zusammengeschlossenen Berufsverbänden und Institutionen des Schweizer Filmschaffens herausgegeben.
Das Magazin erscheint 8 Mal jährlich. Sämtliche Artikel und Kurzmeldungen sind in deutscher und französischer Sprache publiziert. Damit stellt Cinébulletin auch ein wesentliches Bindeglied zwischen den beiden grossen Sprachregionen der Schweiz dar.
Cinébulletin informiert über kulturpolitische Belange, die für die Filmbranche in der Schweiz und auch im Ausland wichtig sind. Es erörtert Fragen betreffend die Herstellung von Filmen, Filmfestivals im In- und Ausland, Veranstaltungen, technische Innovationen sowie Vertrieb und Auswertung der Filme in den Kinos und am Fernsehen.
Die Auflage beträgt 2500 Exemplare, während der Filmfestivals von Locarno und Solothurn wird die Auflage auf 3000 Exemplare erhöht.